# Dă, Doamne, cântec
Dă, Doamne, cântec este o compilație ce conține piese interpretate de solista de muzică pop rock Laura Stoica. Materialul a fost lansat sub formă de compact disc și casetă audio pe data de 16 ianuarie 2007 prin intermediul casei de discuri Roton. Compilația este denumită după una din piesele pe care le conține, cea cu care artista s-a lansat la Festivalul de la Mamaia în anul 1990. Celelalte melodii sunt reluate de pe albumele Focul, ...Nici o stea și S-a schimbat.

## Piese
1. Un actor grăbit (Bogdan Cristinoiu / Andreea Andrei)
2. Dă, Doamne, cântec (Viorel Gavrilă / Eugen Rotaru)
3. Focul (Răzvan Mirică, Laura Stoica / Laura Stoica)
4. Mereu mă ridic (Laura Stoica, Remus Carteleanu, Matei Bulencea / Zoia Alecu)
5. E Rai (Laura Stoica / Laura Stoica)
6. Când ești singur (Geff Harrison / Iulian Vrabete)
7. În singurătate (Laura Stoica / Laura Stoica)
8. Cartierul cântă rock (Nicu Damalan / Laura Stoica)
9. Cui îi pasă (Eugen Mihăescu / Eugen Mihăescu, Laura Stoica)
10. S-a schimbat (Remus Carteleanu / Laura Stoica)
11. Ea nu știe ce vrea (Iulian Vrabete / Iulian Vrabete)
12. Doar tu (Vlady Cnejevici / Nana Cnejevici, Laura Stoica)
13. ...Nici o stea (Nicu Damalan / Laura Stoica)